# Acacia albicorticata
Acacia albicorticata är en ärtväxtart som beskrevs av Arturo Erhardo Erardo Burkart. Acacia albicorticata ingår i släktet akacior, och familjen ärtväxter. IUCN kategoriserar arten globalt som sårbar. Inga underarter finns listade i Catalogue of Life.